# Der Jüngling im Feuer und die drei goldnen Federn
Der Jüngling im Feuer und die drei goldnen Federn ist ein Märchen (AaTh 461). Es steht in Johann Wilhelm Wolfs Deutsche Hausmärchen an Stelle 31.

## Inhalt
Ein Waisenknabe wächst mit der Königstochter auf und wird im Schloss Gänsehirt. Als sie für ihn einen Prinzen abweist, lässt der König ihn verbrennen. Doch ein Greis spricht ihm zu, er bleibt im Gottvertrauen und übersteht das Feuer, auch als der König ihn in ein Haus voll Brennholz sperrt. Die Leute sehen das Wunder. Der König aber lässt ihn drei goldene Federn vom Vogel Greif holen. Der Junge kommt zu einem König, dessen Baum keine Früchte mehr trägt, ein weiterer hat den Schlüssel zur Schatzkammer verloren, dem dritten ist sein Brunnen versiegt. Ein Riese trägt Leute übers Wasser und will wissen, wie er abgelöst wird. Die Frau des Greifen versteckt den Jungen unters Bett, reißt ihrem Mann nachts drei Federn aus und gibt vor, von dem Baum, dem Schlüssel, dem Brunnen und morgens noch von dem Riesen geträumt zu haben. Der Greif verrät, unter dem Baum liegt ein totes Kind, der Schlüssel unter der Türschwelle, im Brunnenrohr eine Schildkröte. Der Riese soll einen im Wasser absetzen. Der Jüngling lässt sich noch übersetzen, ehe er es ihm sagt. Für die Antworten erhält er Gold und Pferde. Er steckt den Pferden die Greifenfedern an, kriegt seine Braut und wird König.

## Herkunft
Der Titel Der Jüngling im Feuer und die drei goldnen Federn ist bei Wolf nicht mit einem Sternchen (*) versehen, was laut seiner Vorrede anzeigt, dass er selbst den Text ausarbeitete. Das Haar, hier die Federn, sind Sitz der Weisheit und Kraft eines Dämons. Vgl. Wolfs Die fünf Fragen, Grimms Der Teufel mit den drei goldenen Haaren.